# Salix limprichtii
Salix limprichtii là một loài thực vật có hoa trong họ Liễu. Loài này được Pax & K. Hoffm. miêu tả khoa học đầu tiên năm 1922.